# Revolution Software
Revolution Software Ltd. je britská herní vývojářská společnost se zaměřením na adventury. V současnosti sídlí v anglickém Yorku.
Společnost byla založena v Hullu v roce 1990 Charlesem Cecilem, Tonym Warrinerem, Davidem Sykesem a Noirin Carmody. První vydanou hrou byla Lure of the Temptress.

## Historie
Lure of the Tempress byla vydána v roce 1992 pro Amigu, Atari ST a PC a zaznamenala úspěch, který předznamenal budoucnost firmy. LOTT byla 1. dubna 2003 poskytnuta zdarma jako freeware.
Jejich další hra jenom potvrdila pověst kvalitních vývojářů. Beneath a Steel Sky byla vydána v roce 1994 a stala se velkým hitem pro Amigu a PC. Hlavní postavou byl Robert Foster, který byl unesen do despotického města budoucnosti.
Navzdory nezpochybnitelnému úspěchu B.A.S.S. měla nejúspěšnější hra teprve přijít. Broken Sword: The Shadow of the Templars byla vydána pro PC a PlayStation v roce 1996. Hra se točila kolem osudů George Stobbarta, amerického turisty jehož podzimní prázdniny v Paříži jsou narušeny explozí bomby umístěné do kavárny klaunem. Během pátrání po odpovědích se setká s Nicole Collard a společně se vydají na dobrodružnou cestu epických rozměrů. Hra se pyšnila výbornou, ručně kreslenou grafikou, silným příběhem a postavami a kvalitním herním zážitkem. Zrodil se hit a upevnil pověst Revolution Software.
Hra byla o dva roky později následována dobře přijatým pokračováním Broken Sword: The Smoking Mirror.
Sony požádala firmu o novou hru, která by navázala na komerční úspěch Broken Swordu na její konzoli PlayStation. Během praci na hře In Cold Blood společnost vytvořila dětskou adventuru The Road to El Dorado na motivy snímku od studia Walta Disneyho z roku 2000.
In Cold Blood byla vydána v březnu 2001 pro PC a PlayStation. Prostředí hry bylo zasazeno do blízké budoucnosti, hlavní postavou byl John Cord, agent MI6, který byl poslán do fiktivní sovětské republiky Volgia, kde má vyšetřit nález nové látky. Cord je ale zrazen a musí tak zjistit kým a zároveň jaké plány má s látkou volgijský diktátor generál Nagarov.
Hra se setkala spíše s vlažnějším přijetím, zejména ve srovnání s předchozími hrami.
Poté firma ohlásila vývoj hry Good Cop Bad Cop, 3D akce pro PlayStation 2, Xbox a GameCube. Vývoj hry byl ale zrušen, aby se tým mohl soustředit na práce na novém projektu - Broken Sword: The Sleeping Dragon.
Hra byla vydána v listopadu 2003, v kvalitní 3D grafice a s novým ovládáním klávesnicí, respektive gamepadem, které opustilo starý point and click systém.
Po uvedení třetího Broken Swordu se společnost rozhodla snížit počet zaměstnanců s tím, že pro části budoucích projektů budou najaty další firmy. Charles Cecil posléze vysvětlil, že takovýto nájem externistů bude levnější než vydržování velkého týmu.
V roce 2004 Cecil oznámil, že se chystá Beneath a Steel Sky 2 a 4. března zaregistrovali doménu steel-sky2.com, ta je dodnes mimo provoz.
15. září 2006 firma vydala čtvrtý Broken Sword s podtitulem The Angel of Death, ve které George Stobbart pomáhá záhadné Anna-Marii nalézt artefakt.
V srpnu 2007 bylo naznačeno Tonym Warrinerem na fóru Revolution Software, že firma chystá zatím nepojmenovaný projekt pro Nintendo DS.

## Vyvinuté tituly
| Rok  | Název                                                     | Platformy                                                                                                | Vydavatel                                   |
| ---- | --------------------------------------------------------- | --- | ------------------------------------------- |
| 1992 | Lure of the Temptress                                     | Amiga, Atari ST, DOS                                                                                     | Virgin Interactive                          |
| 1993 | King's Quest VI: Heir Today, Gone Tomorrow                | Amiga | Sierra Entertainment                        |
| 1994 | Beneath a Steel Sky                                       | Amiga, Amiga CD32, DOS, iOS, Linux, Microsoft Windows, OS X                                              | Virgin Interactive                          |
| 1996 | Broken Sword: The Shadow of the Templars                  | DOS, MacOS, Microsoft Windows, PlayStation                                                               | Virgin Interactive                          |
| 1997 | Broken Sword II: The Smoking Mirror                       | Android, iOS, Microsoft Windows, OS X, PlayStation                                                       | Virgin Interactive                          |
| 2000 | In Cold Blood                                             | Microsoft Windows, PlayStation                                                                           | DreamCatcher Interactive, Sony, Ubisoft     |
| 2000 | Gold and Glory: The Road to El Dorado                     | Microsoft Windows, PlayStation                                                                           | Danger Close Games, LSP, Ubisoft            |
| 2002 | Broken Sword: The Shadow of the Templars                  | Game Boy Advance                                                                                         | BAM! Entertainment                          |
| 2003 | Broken Sword: The Sleeping Dragon                         | Microsoft Windows, PlayStation 2, Xbox                                                                   | The Adventure Company, THQ                  |
| 2006 | Broken Sword: The Angel of Death                          | Microsoft Windows                                                                                        | DreamCatcher Interactive, THQ               |
| 2009 | Broken Sword: The Shadow of the Templars – Director's Cut | Android, iOS, Microsoft Windows, Nintendo DS, OS X, Wii                                                  | Kalypso Media, Revolution Software, Ubisoft |
| 2013 | Broken Sword 5: The Serpent's Curse                       | Android, iOS, Linux, Microsoft Windows, Nintendo Switch, OS X, PlayStation Vita, PlayStation 4, Xbox One | Revolution Software                         |
| 2020 | Beyond a Steel Sky                                        | iOS, Microsoft Windows, Nintendo Switch, OS X, PlayStation 5, Xbox One                                   | Microids, Revolution Software               |